# Morville-lès-Vic
Morville-lès-Vic är en kommun i departementet Moselle i regionen Grand Est (tidigare regionen Lorraine) i nordöstra Frankrike. Kommunen ligger i kantonen Château-Salins som tillhör arrondissementet Château-Salins. År 2022 hade Morville-lès-Vic 111 invånare.

## Befolkningsutveckling
Antalet invånare i kommunen Morville-lès-Vic
| Referens: INSEE |